# سمرا
سمرا (به لاتین: Semera) یک شهرک در اتیوپی است که در منطقه عفر واقع شده‌است. سمرا ۲٬۶۲۵ نفر جمعیت دارد.